# 安德魯·舒
安德魯·舒（英語：Andrew Shue，1967年2月20日—）是美國的一位演員，他最著名的作品是在電視劇飛越情海中飾演Billy Campbell角色 and is the co-founder of the social networking website CafeMom.。他也曾經是一位足球運動員。